# Dziupla

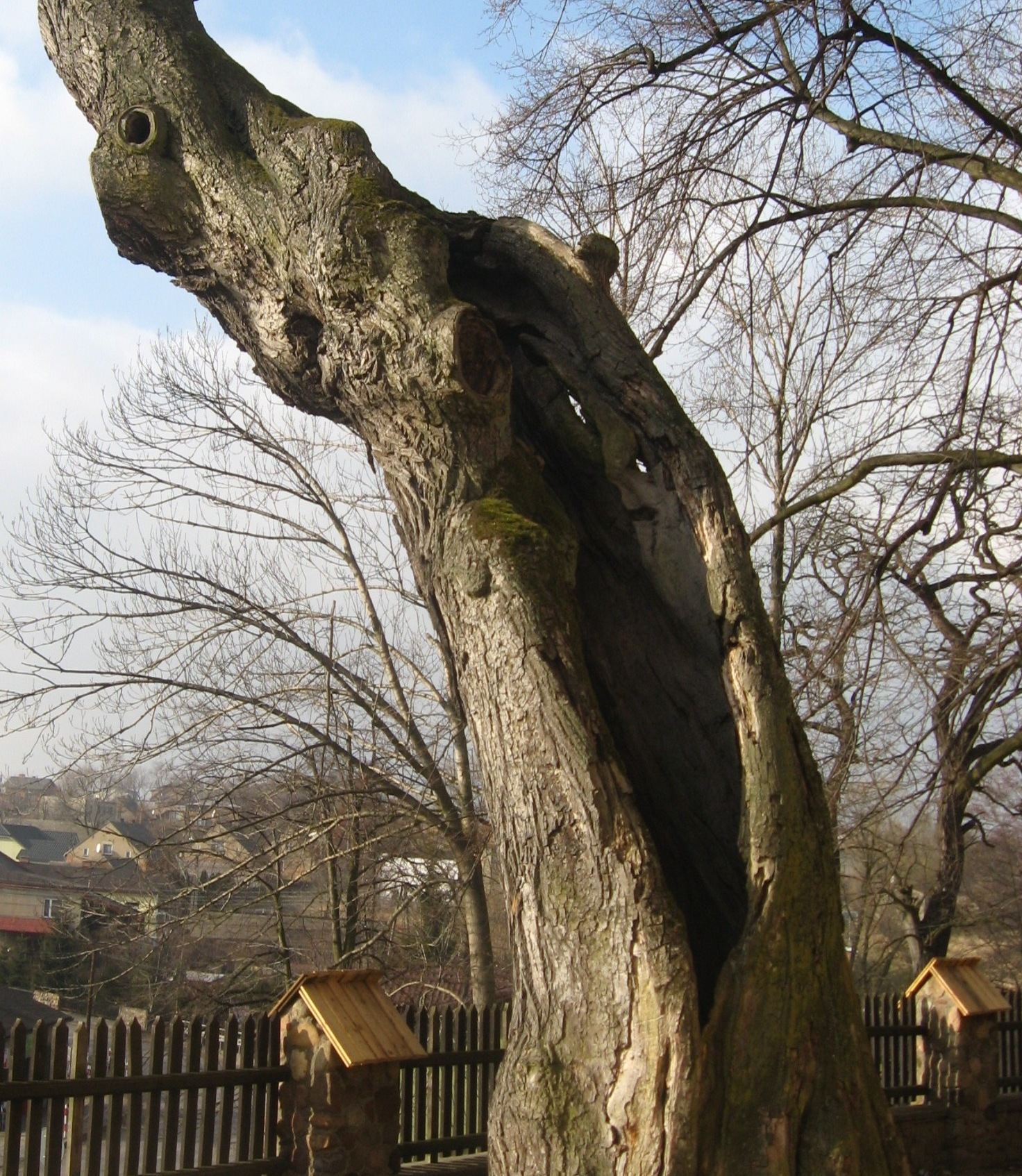
Dziupla w pniu lipy

Dziupla – pusta komora wewnątrz pnia lub gałęzi drzewa, powstała w wyniku:
- pęknięcia lub innego rodzaju mechanicznego uszkodzenia drewna,
- wewnętrznego rozkładu drewna wywołanego przez grzyby (zgnilizna) lub inne organizmy (np. mrówka gmachówka), stanowi wtedy typ próchnowiska,
- wykucia przez dzięciołowate.

Dziuple przybierają różny kształt: podłużnej szczeliny, komory z okrągłym lub owalnym otworem wejściowym, nieregularnego otworu.
W leśnictwie dziupla jest wadą drewna. Drzewo z dziuplą jest słabsze zarówno pod względem zdrowotnym, jak i mechanicznym.

## Znaczenie dziupli w przyrodzie
Pod względem przyrodniczym dziuple mają ogromne znaczenie, gdyż wpływają na zachowanie i wzbogacanie bioróżnorodności środowiska. Są zamieszkiwane przez wiele gatunków ptaków (tzw. dziuplaki), ssaków (wiewiórki, nietoperze, popielicowate) owadów (np. pachnice dębową), roztoczy, grzybów i bakterii. W pewnym stopniu można je zastąpić budując skrzynki lęgowe.

## Konserwacja drzewa z dziuplą
Dziuple u drzew pomnikowych oraz drzew rosnących w otoczeniu zabytków poddaje się zabiegom konserwacyjnym, chroniących drzewo przed zbyt szybkim obumieraniem. W pierwszym etapie, po usunięciu murszu wnętrze dziupli nasączano preparatami grzybobójczymi. Z punktu widzenia ochrony bioróżnorodności był to zabieg niewskazany. Wnętrze oczyszczonej dziupli, zwłaszcza w latach 60.-70. betonowano lub zamurowywano. Nie była to dobra metoda bowiem wilgoć kondensująca we wnętrzu i brak przewietrzania sprzyjały rozwojowi grzybów i nie przerywały procesów gnilnych. Stare plomby, w miarę możliwości należy usunąć. Sam mursz, o ile jest suchy, stanowi naturalną ochronę dla otoczonych nim żywych tkanek drzewa.
Nadmiar murszu który gromadzi wilgoć i nie wysycha należy regularnie usuwać.  Dziuple pozostawia się puste, a otwory przykrywa siatką. Siatka zapewnia dostęp powietrza, dzięki któremu wnętrze dziupli szybko wysycha, a równocześnie nie pozwala, by we wnętrzu gromadziły się gnijące substancje organiczne, np. liście. Zakładane na dziuplach siatki,  zwłaszcza na terenach zabytkowych parków przydworskich, pozbawiają jednak różne zwierzęta naturalnych gniazd. W takich miejscach zamiast siatki wskazane jest stosowanie niewielkich daszków lub osłon zabezpieczających przed deszczem i śniegiem a równocześnie umożliwiających swobodne zasiedlenie przez zwierzęta.

## Galeria

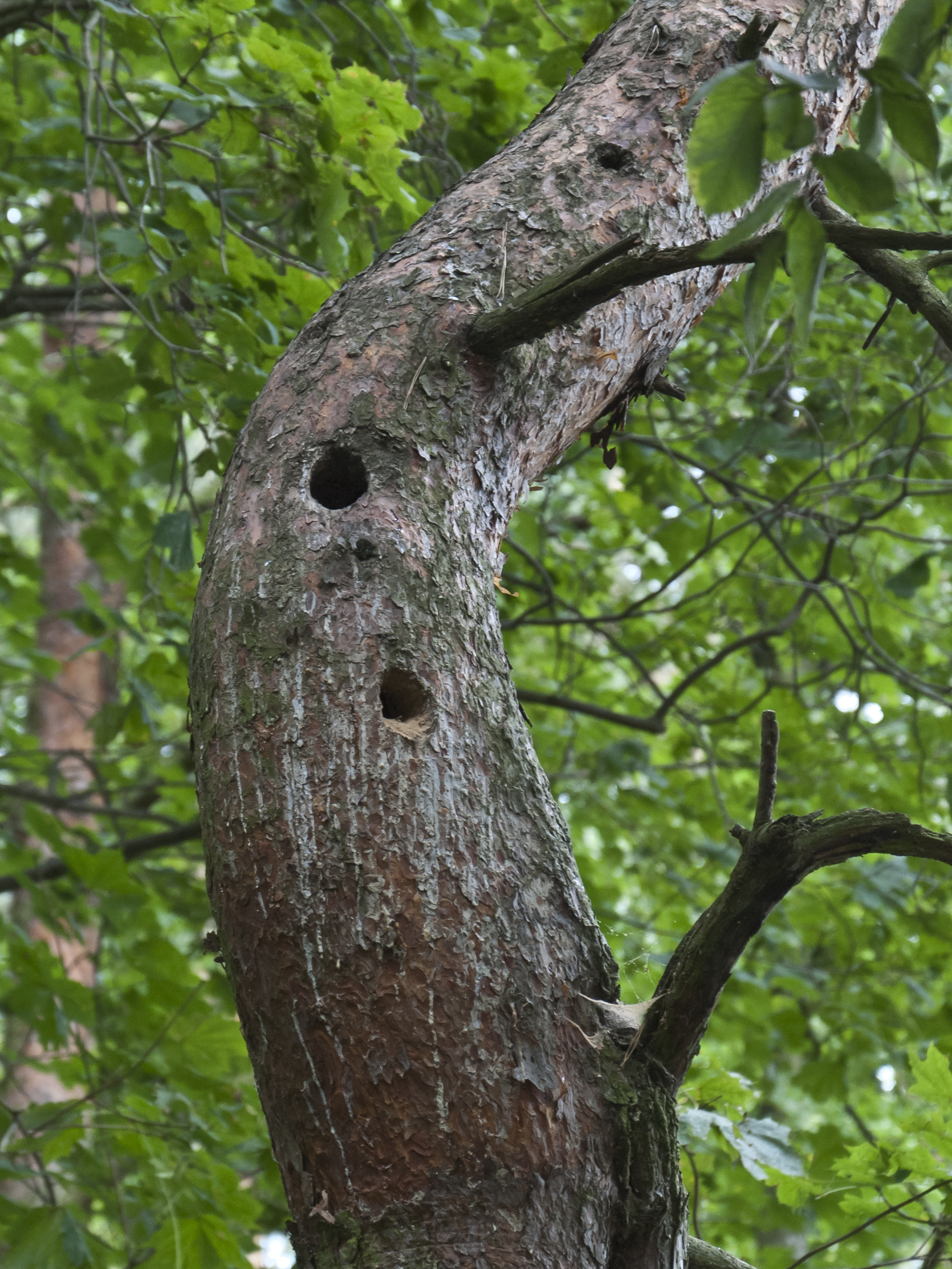
Dziuple wykute przez dzięcioły.
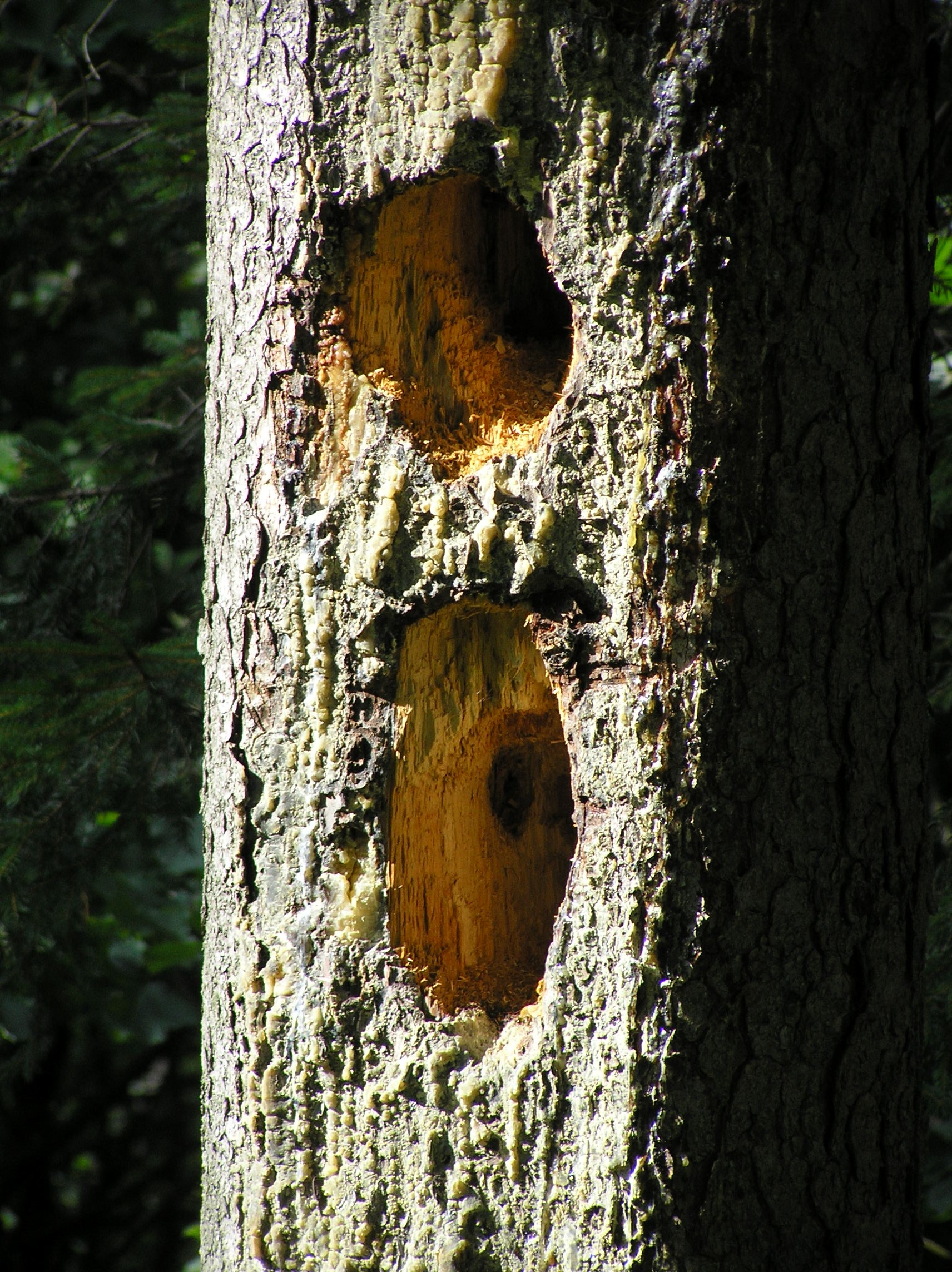
Dziuple wykute przez dzięcioły w pniu świerka.
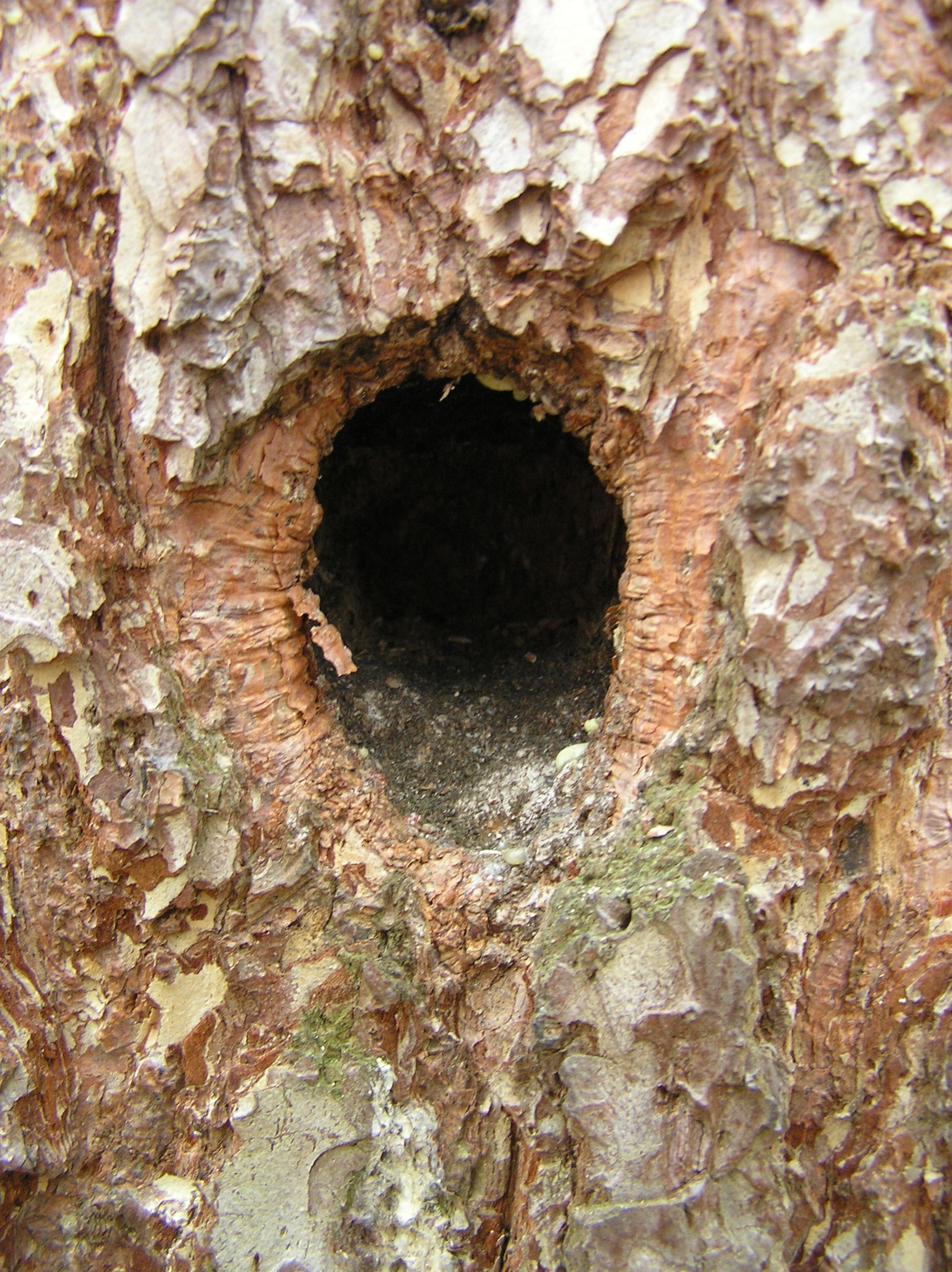
Zeszłoroczna dziupla wykuta przez dzięcioły w pniu sosny.
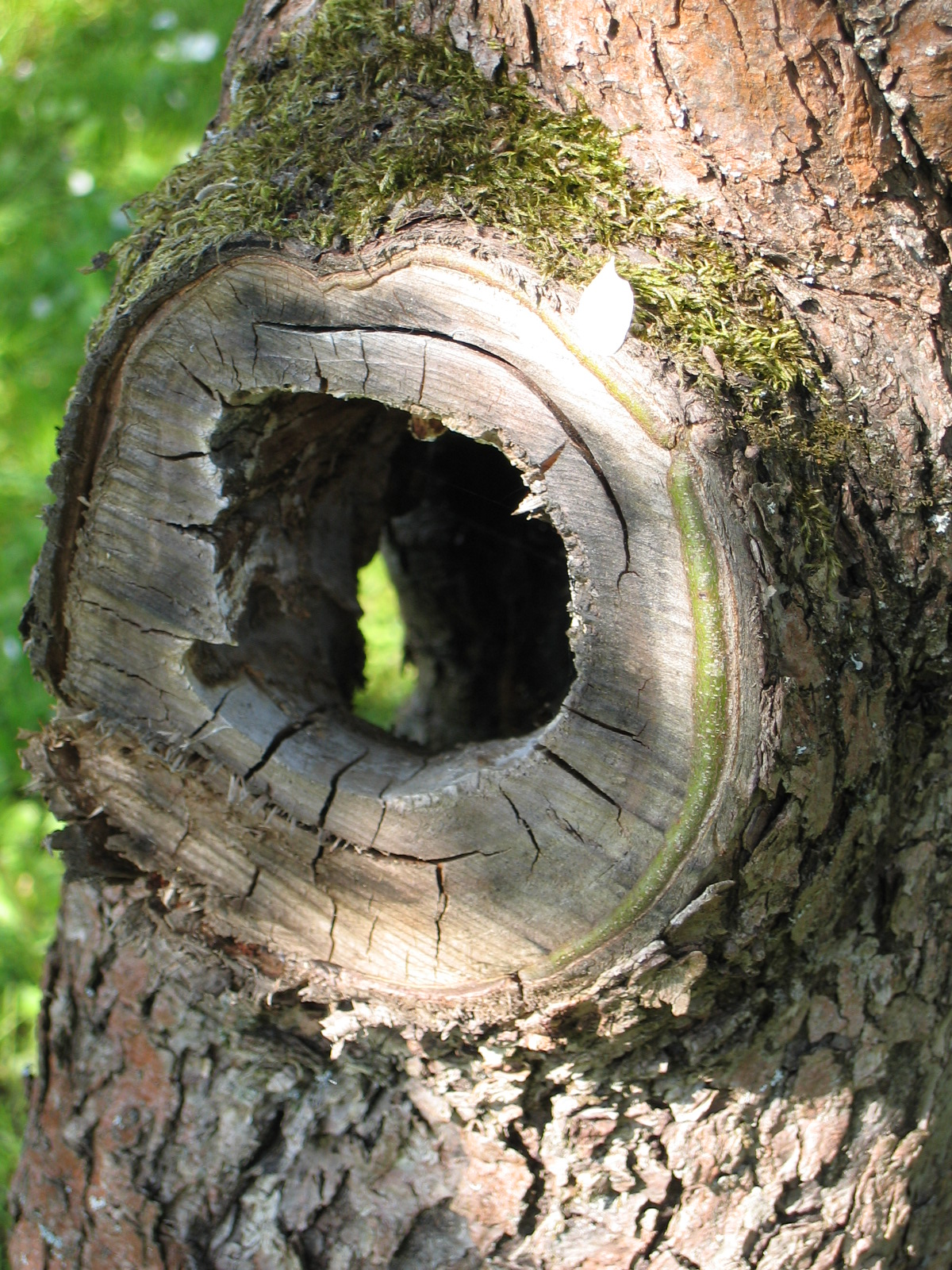
Dziupla powstała po wypadnięciu- wykruszeniu się murszu (zgnilizny)
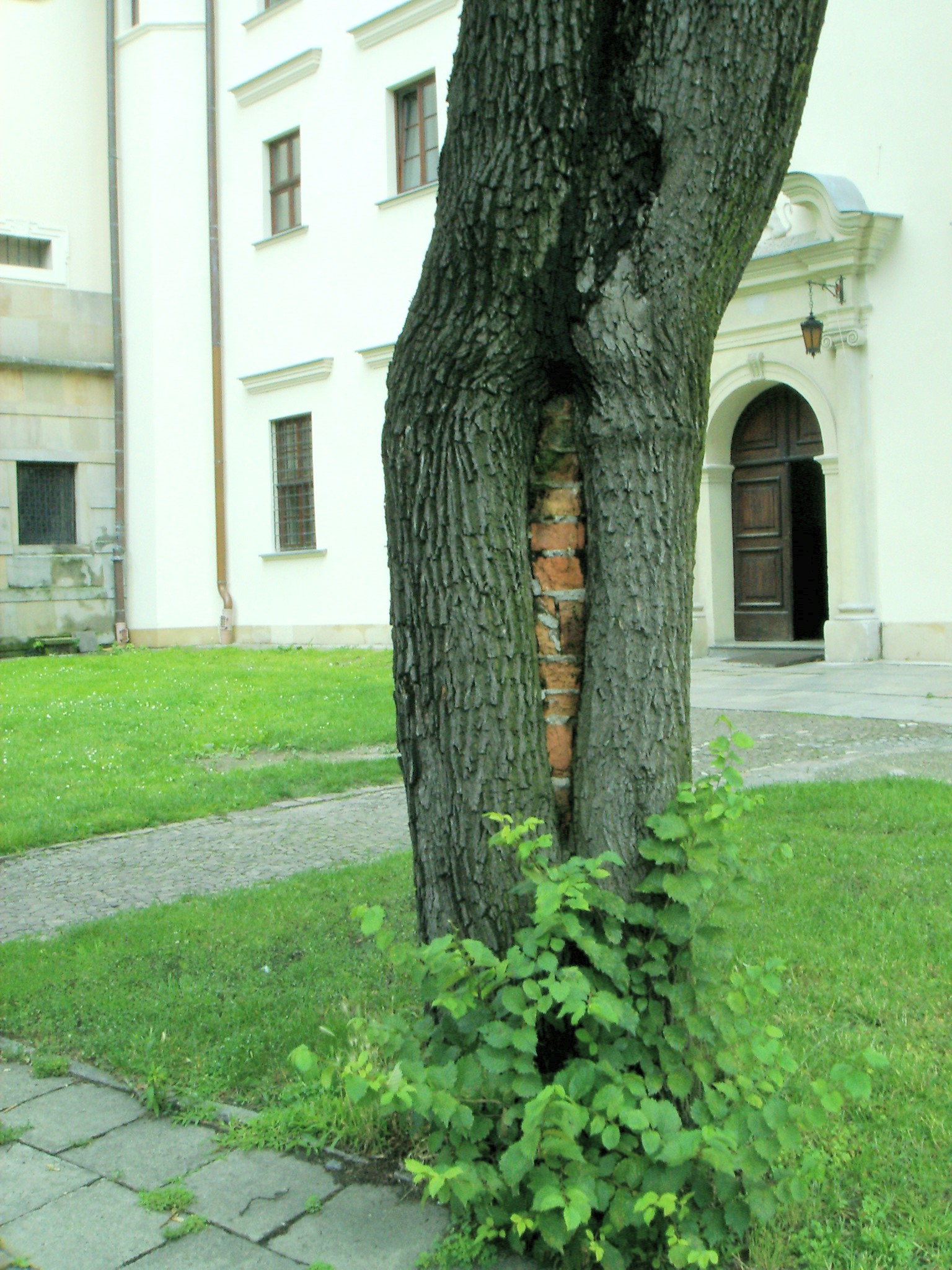
Drzewo zaleczone starą metodą
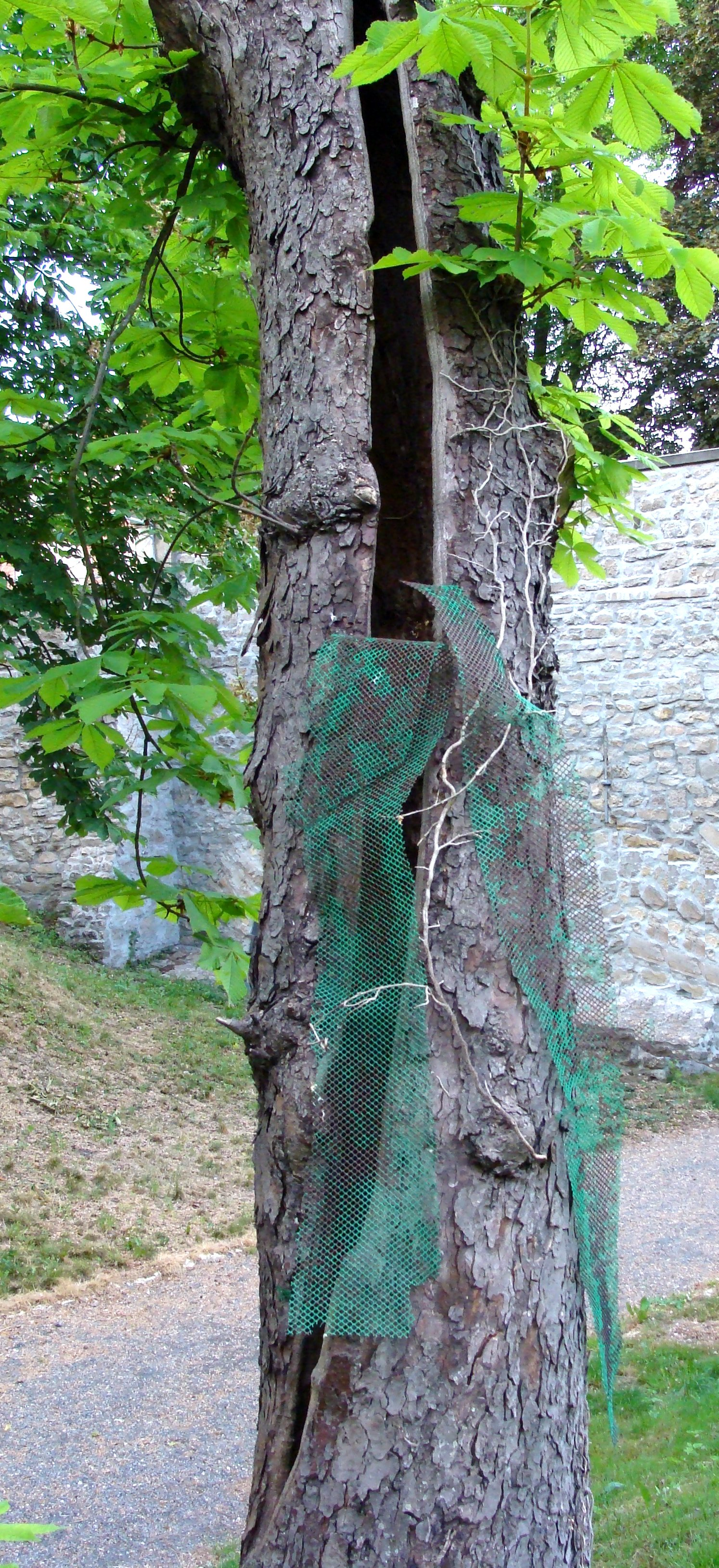
Otwory dziupli zabezpiecza się siatką przed gromadzeniem się gnijących resztek.
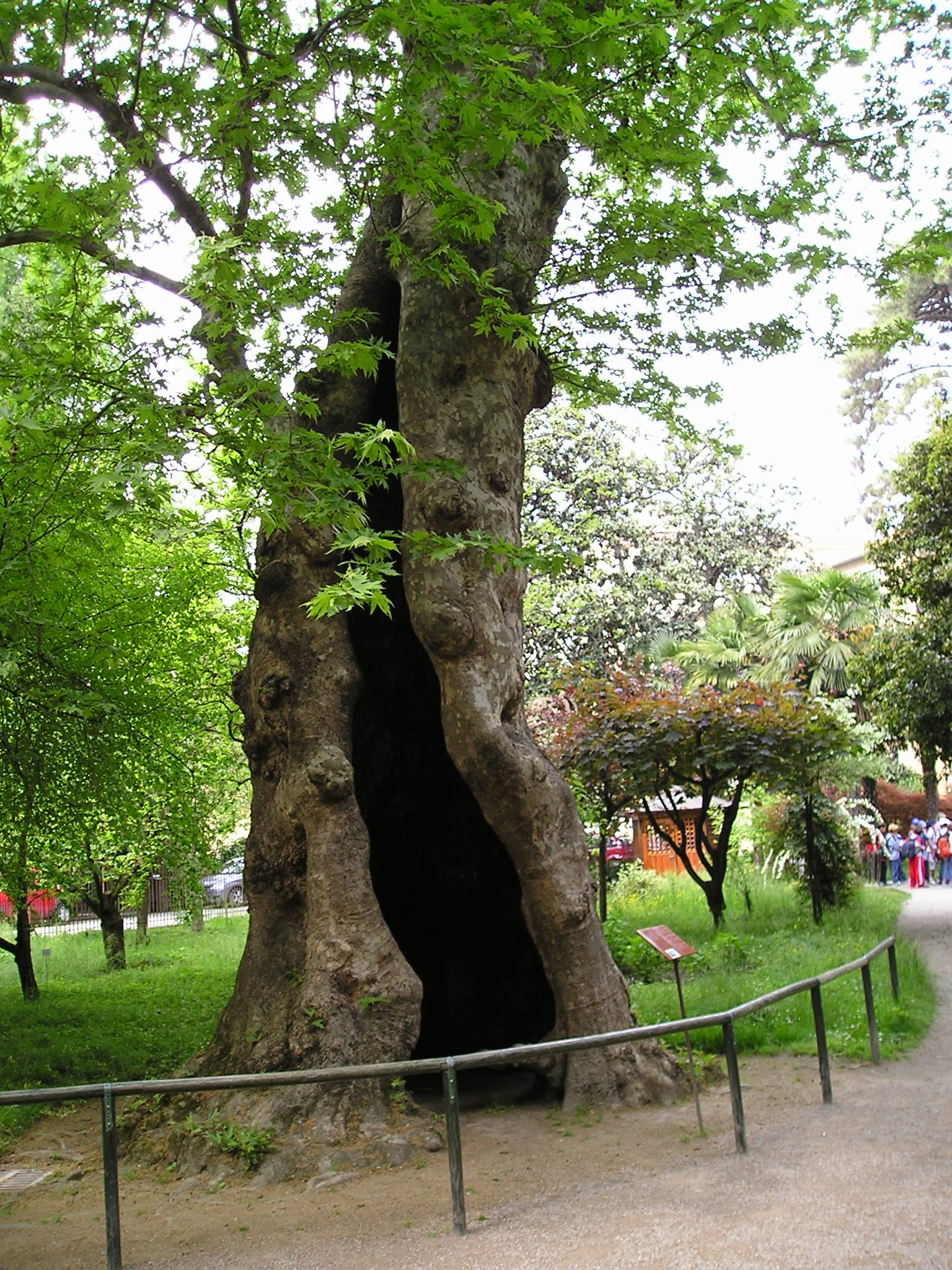
Obszerna dziupla w pniu platana wschodniego
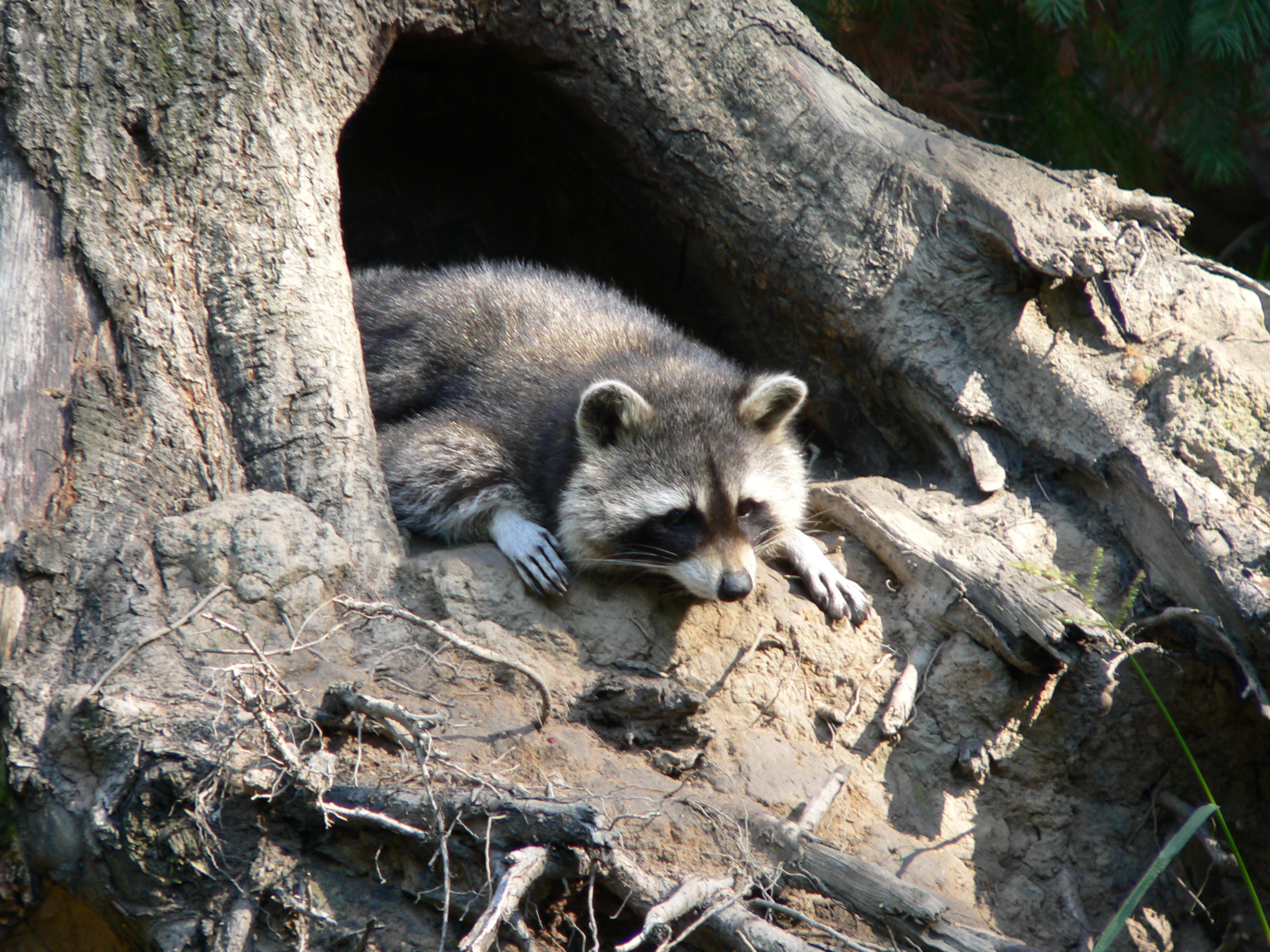
Dziupla z ujściem w przyziemnej części pnia zamieszkana przez szopa
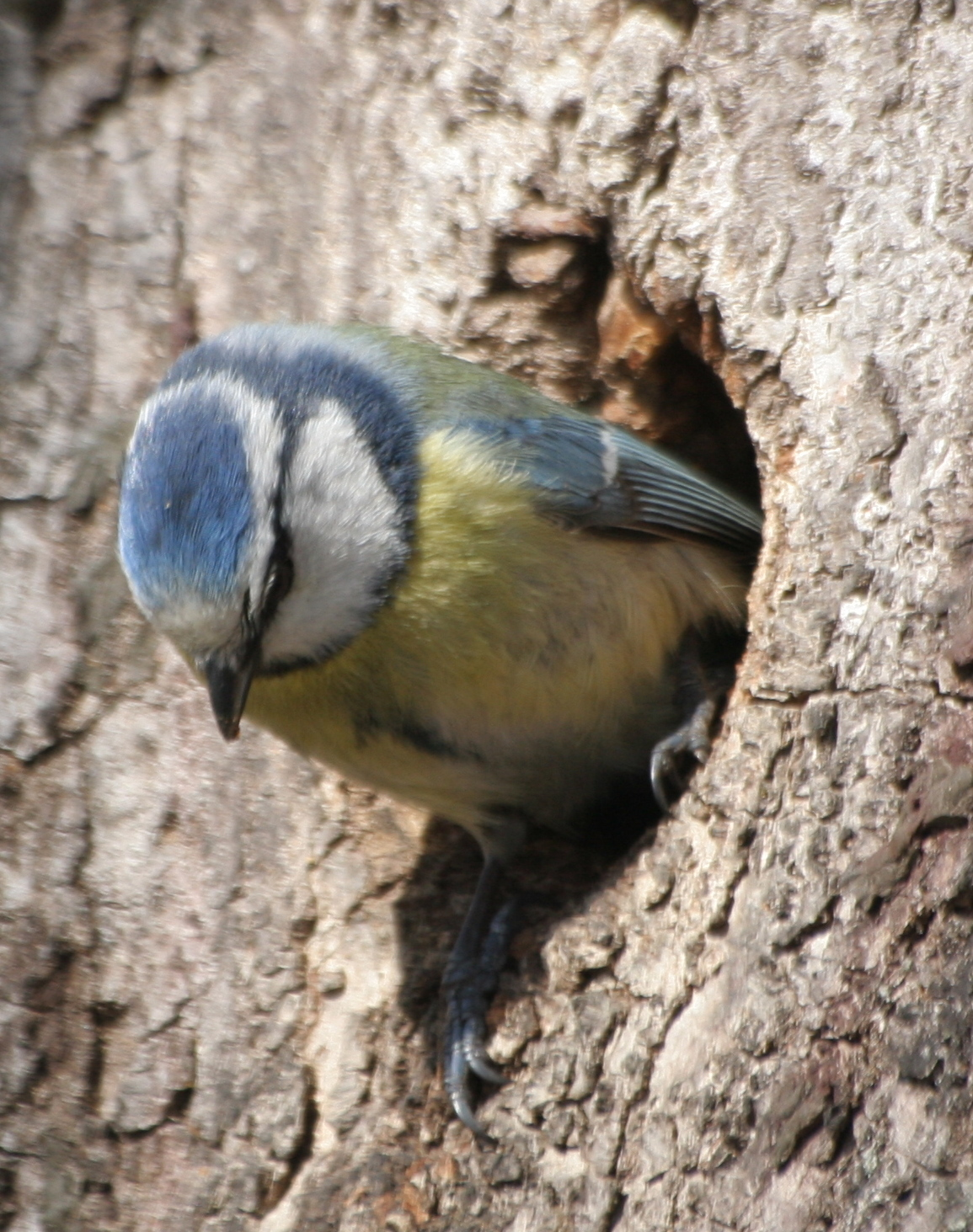
Sikorka modra gniazdująca w dziupli
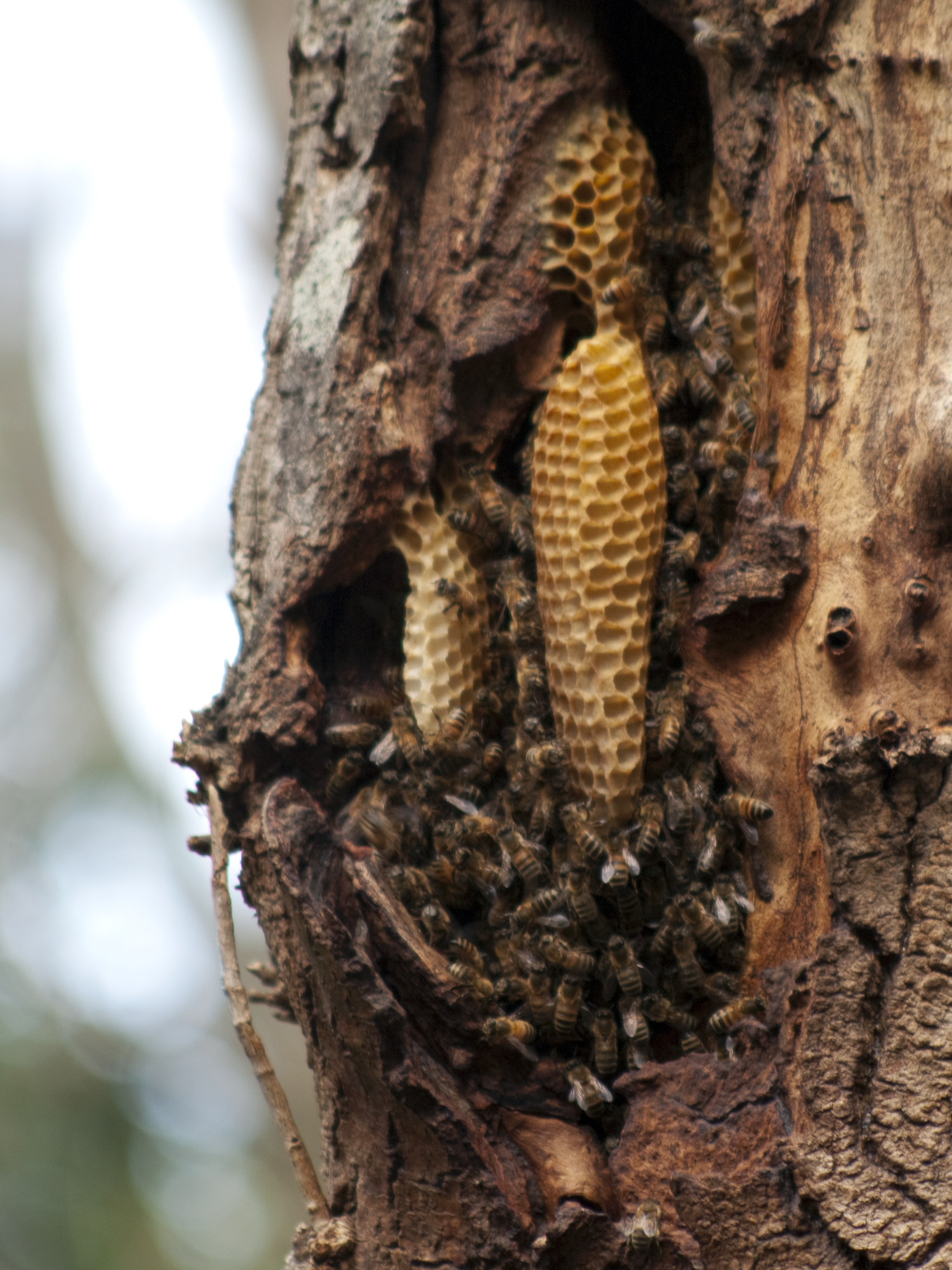
Dziupla zasiedlona przez dzikie pszczoły
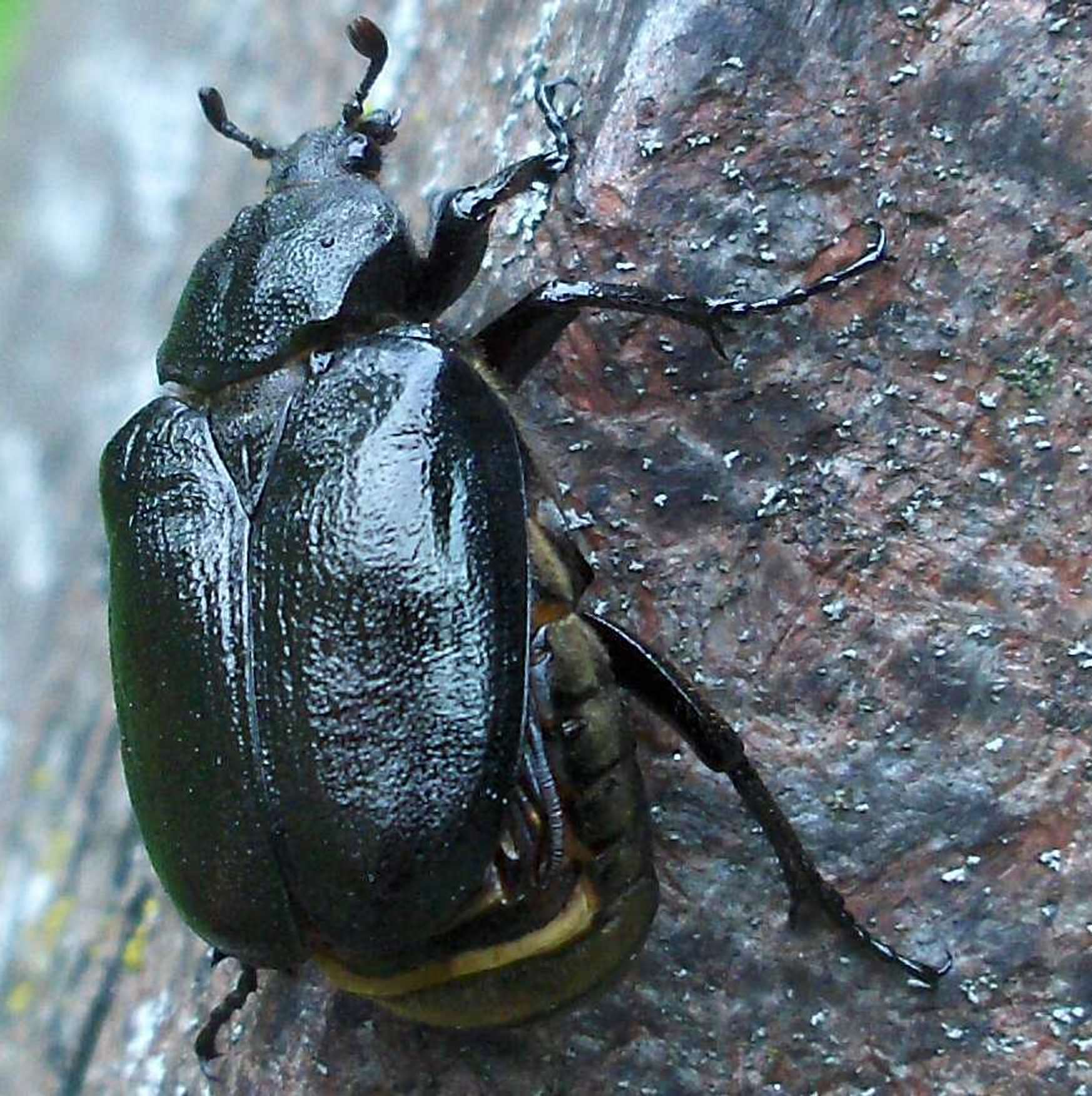
Pachnica dębowa, gatunek zamieszkujący wyłącznie dziuple